# Bastidonne
Bastidonne – miejscowość i gmina we Francji, w regionie Prowansja-Alpy-Lazurowe Wybrzeże, w departamencie Vaucluse.
Według danych na rok 1996 gminę zamieszkiwało 677 osób, a gęstość zaludnienia wynosiła 114 osób/km² (wśród 963 gmin regionu Prowansja-Alpy-W. Lazurowe Bastidonne plasuje się na 487. miejscu pod względem liczby ludności, natomiast pod względem powierzchni na miejscu 787.).